# Бартер, Ричард
Ри́чард Ба́ртер (англ. Richard Barter; 1802 — 3 октября 1870) — ирландский врач и сторонник гидротерапии. Он сотрудничал с Дэвидом Урквартом в деле распространения турецких бань в Великобритании.